# 丰特德尔迈斯特雷
丰特德尔迈斯特雷，是西班牙埃斯特雷马杜拉巴达霍斯省的一个市镇。总面积180平方公里，总人口6861人（2001年），人口密度38人/平方公里。